# CREAM

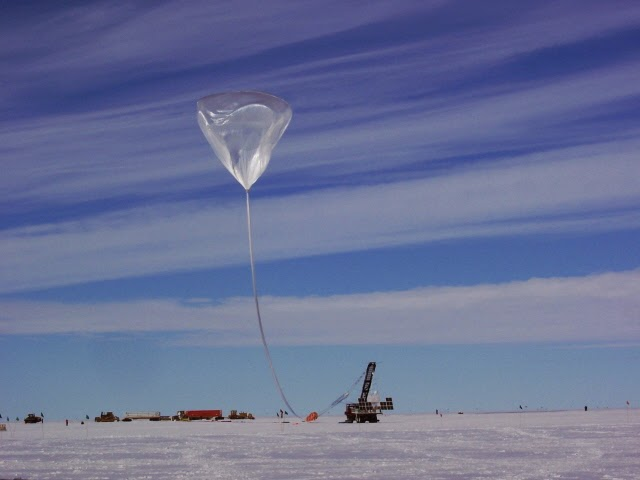
CREAM III готується до польоту над Антарктидою

CREAM (англ. Cosmic Ray Energetics and Mass, енергетика та маса космічних променів) — експеримент для визначення елементного складу космічних променів до енергій порядку 1015 еВ. Вимірювання виконувались зарядовим детектором частинок, який підіймався на висоту понад 34 км на стратостаті. Стратостат кілька разів запускали з Антарктиди, і зазвичай він залишався в повітрі протягом кількох тижнів. Також у 2017—2019 роках аналогічний детектор під назвою ISS-CREAM працював на борту Міжнародної космічної станції. Експерименти CREAM фінансувалися НАСА.

## Цілі експерименту
За однією з гіпотез, зміна нахилу спектра космічних променів на енергіях близько 1015 еВ (т. зв. «коліно») можна пояснити теоретичним максимумом енергії, до якої наднова може розганяти частинки шляхом прискорення Фермі. Деякі теорії передбачають зміну елементного складу космічних променів трохи нижче коліна. Точне вимірювання складу космічних променів в районі «коліна», в області від 1012 до 1015 еВ, має допомогти перевірити передбачення різних теорій та зрозуміти походження космічних променів таких енергій і механізми їхнього прискорення.

## Обладнання

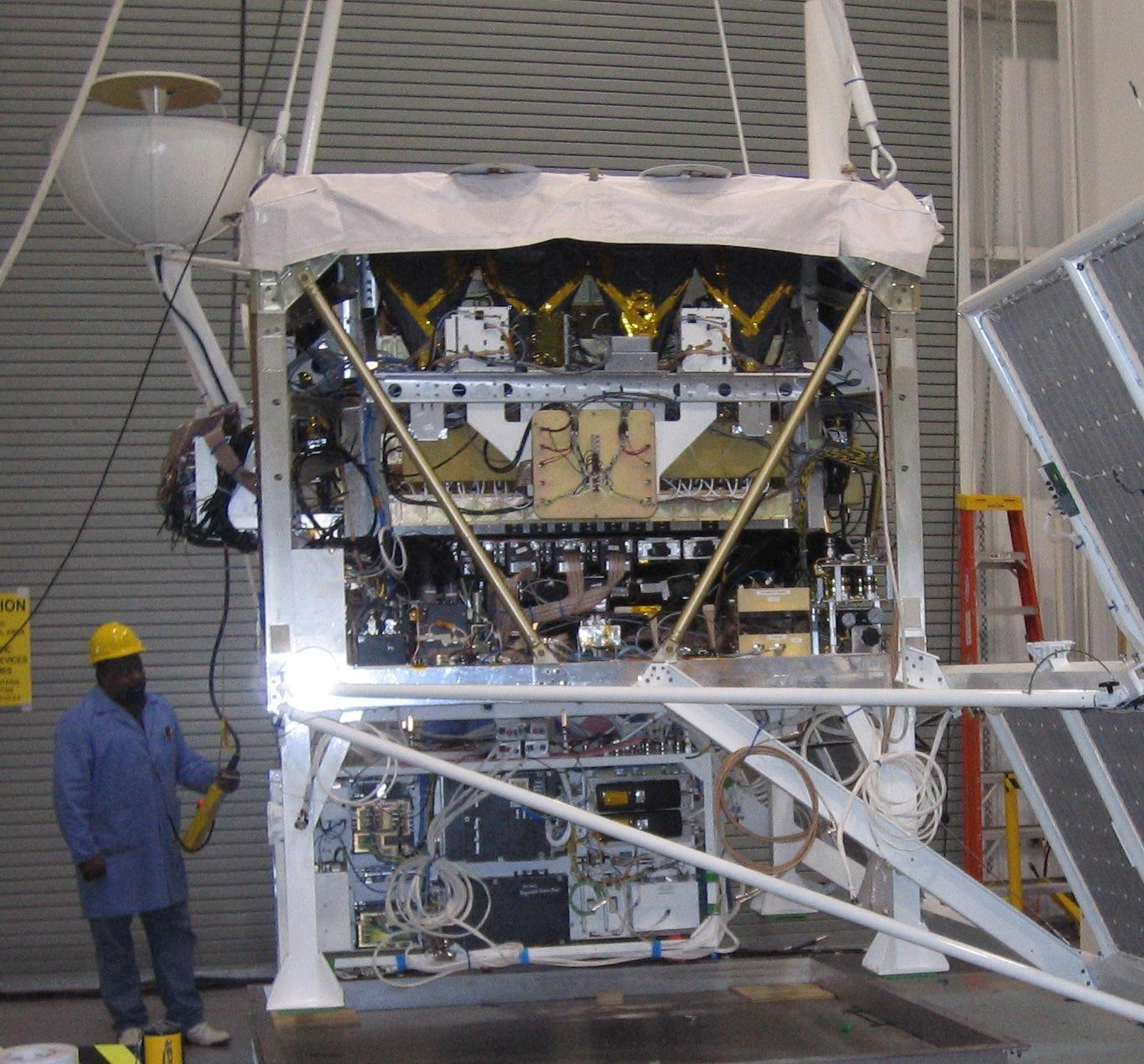
Апаратура CREAM II.

Щоб визначити елементний склад космічних променів, CREAM використовує кремнієвий детектор заряду, детектор синхронізації заряду та сцинтиляційні волоконні годоскопи для визначення заряду падаючих частинок в діапазоні зарядів до Z = 26, тобто до заліза. Енергія вимірюється за допомогою детектора перехідного випромінювання й іонізаційного калориметра. Оскільки всі детектори знаходяться в безпосередній близькості один від одного, першочерговою проблемою є мінімізація взаємодії між зливами частинок, що утворюються в калориметрі, та приладами для вимірювання заряду. Щоб послабити цей ефект, CREAM використовує більшу кількість пікселів із меншою площею, а також дуже короткий час зчитування, щоб розрізнити події, спричинені первинною частинкою, і події, спричинені розсіюванням від калориметра.
Відносно низька густина детектора перехідного випромінювання дозволяє використовувати більший розмір детектора для виявлення частинок із меншим потоком. Шляхом вимірювання фактора Лоренца γ в поєднанні зі знанням заряду частинки можна відкалібрувати детектор за різними космічними променями із зарядом ±1 (електрони, піони, мюони тощо). Через відносно низьку енергію відсікання космічних променів магнітним полем Землі поблизу Південного полюса черенковський детектор розміщено між модулями детектора перехідного випромінювання, щоб відкидати ці низькоенергетичні частинки.
Для живлення система використовує акумулятори, а також сонячну батарею, що має дозволити їй працювати протягом 100 днів. Загалом очікується, що прилад споживатиме лише 380 Вт від джерела живлення 28 вольт завдяки дуже ретельному вибору енергоефективної електроніки. В умовах, близьких до вакууму, необхідно вживати значних запобіжних заходів проти корональних розрядів між неекранованою електронікою, що працює при напрузі всього 100 вольт. Ця проблема пом'якшується тим, що всю електроніку поміщають у легкий діелектричний матеріал, наприклад, гіпс.
Прилад повинен мати можливість працювати в широкому діапазоні температур, оскільки високе альбедо Антарктиди може викликати його значний нагрів, а в періоди темряви температура може падати до дуже низьких значень.
Без урахування баласту загальна вага приладу не повинна перевищувати 2500 кг, щоб досягти бажаної висоти. Після достатньої експозиції інструмент відокремлюється від повітряної кулі і спускається на парашуті. Попри те, що експеримент розроблено відповідно до структурних вимог Колумбійського центру наукових аеростатів, під час приземлення неминуче відбувається пошкодження змінних частин приладу. Основним пріоритетом є збереження даних вимірювань, решта систем вважаються вторинними і можуть зазнавати значної шкоди при приземленні.

## Польоти CREAM
Експерименти на повітряній кулі CREAM накопичили загалом 161 день експозиції, що довше, ніж будь-який інший експеримент з дослідження космічних променів на повітряних кулях.
| Дата початку (UTC)    | Дата завершення (UTC) | політ     | довідка |
| 16 грудня 2004        | 27 січня 2005         | CREAM І   | [ 4 ]   |
| 15 грудня 2005        | 13 січня 2006         | CREAM II  | [ 5 ]   |
| 18 грудня 2007        | 17 січня 2008         | CREAM III | [ 6 ]   |
| 18 грудня 2008        | 7 січня 2009          | CREAM IV  | [ 7 ]   |
| 1 грудня 2009         | 8 січня 2010          | CREAM V   | [ 8 ]   |
| 21 грудня 2010        | 26 грудня 2010        | CREAM VI  | [ 9 ]   |
| 28 листопада 2016     |                       | BACCUS    | [ 10 ]  |
| Прибув 14 серпня 2017 | Лютий 2019            | ISS-CREAM | [ 11 ]  |

### ISS-CREAM
Назва утворена поєднанням ISS (International Space Station, Міжнародна космічна станція) і CREAM і вимовляється як ice-cream (морозиво). Це оновлений аналог експериментів CREAM, який проводився на борту МКС. Обладнання було відправлене на МКС 14 серпня 2017 року з місією CRS-12 і стаціонарно встановлене на станції. Перевагами ISS-CREAM є повна відсутність атмосфери і можливість працювати неперервно тривалий час. Очікувалося, що ISS-CREAM працюватиме 3 роки і збере на порядок більше даних, ніж експерименти на повітряній кулі CREAM. Однак після проблем з керівництвом проєкту ISS-CREAM вимкнули в лютому 2019 року.

## Учасники
Наукова команда CREAM включала учасників з таких організацій:
- Університет Меріленду
- Університет штату Пенсільванія
- Університет Сонгюнгван
- Національний автономний університет Мексики
- Гренобльська лабораторія субатомної фізики та космології[fr]
- Кунгпокський національний університет[en]
- Центр космічних польотів імені Ґоддарда
- Випробувальний центр на острові Воллопс
- Університет Північного Кентуккі